# Дјеменовска Долина
Дјеменовска Долина (слч. Demänovská Dolina) насељено је мјесто са административним статусом сеоске општине (слч. obec) у округу Липтовски Микулаш, у Жилинском крају, Словачка Република.

## Становништво
| Година:    | 1994. | 2004.   | 2014.    | 2024.    |
| ---------- | ----- | ------- | -------- | -------- |
| Број људи: | 191   | 203     | 292      | 369      |
| Разлика:   |       | +6,28 % | +43,84 % | +26,36 % |

| Година:    | 2023. | 2024.   |
| ---------- | ----- | ------- |
| Број људи: | 361   | 369     |
| Разлика:   |       | +2,21 % |

Према подацима о броју становника из 2011. године насеље је имало 278 становника.